# Lodge 49
Lodge 49 ist eine US-amerikanische Fernsehserie mit den Hauptdarstellern Wyatt Russell und Brent Jennings, die am 6. August 2018 ihre Premiere beim Sender AMC hatte und aus zwei Staffeln besteht. Im deutschsprachigen Raum ist die Serie bei Amazon Prime Video abrufbar. Die deutsche Fassung entstand bei der VSI Synchron GmbH, Berlin mit Dialogbuch und Dialogregie von Frank Preissler.
Die Serie, die im kalifornischen Long Beach spielt, konzentriert sich auf einen jungen Ex-Surfer, der sich nach dem Tod seines Vaters einer Loge anschließt.